# Rallycross Cup
Rallycross Cup (w skrócie RCC) – seria wyścigów samochodowych rozgrywanych pod auspicjami PZM. Właścicielem serii jest RC Promotor Polska.
Puchar Polski Rallycross w wyścigach samochodowych składa się z kilku rund rozgrywanych wyłącznie na polskich torach wyścigowych, czym głównie różni się on od Mistrzostw Polski w Rallycrosie, które rozgrywane są również na innych torach wyścigowych Europy.
Rallycross Cup rozgrywany jest w poszczególnych Grupach i Klasach samochodów. Podział wynika z różnorodności napędów (przedni, tylny, na cztery koła), specyfikacji technicznej (SuperCars, Proto, S1600, Super Nationals) oraz według pojemności silnika.
Warunkiem koniecznym do startu w wyścigach samochodowych rallycross jest posiadanie licencji kierowcy wyścigowego stopnia BC.
Samochody dopuszczone do RCC muszą spełniać analogiczne wymogi bezpieczeństwa jak samochody WSMP, jednakże nie muszą posiadać aktualnej homologacji FIA.